# Can Codina (Cerdanyola del Vallès)
Can Codina és una masia catalana de pati tancat situada al terme municipal de Cerdanyola del Vallès, al Vallès Occidental. Actualment és de propietat privada. Els seus terrenys estan ocupats per plantacions de cereals.